# Cock o' the Walk (film 1915)
Cock o' the Walk è un cortometraggio muto del 1915 diretto da Hay Plumb.

## Trama
Un agricoltore irascibile viene curato del suo cattivo umore dopo che alcuni vagabondi lo aggrediscono.

## Produzione
Il film fu prodotto dalla Hepworth.

## Distribuzione
Distribuito dalla Hepworth, il film - un cortometraggio di 175 metri - uscì nelle sale cinematografiche britanniche nel febbraio 1915.
Fu distrutto nel 1924 dallo stesso produttore, Cecil M. Hepworth. Fallito, in gravissime difficoltà finanziarie, Hepworth pensò in questo modo di poter almeno recuperare il nitrato d'argento della pellicola.